# Кинг, Николь
Николь Кинг (Nicole King; род. 1970) — американский биолог. Доктор философии (1999), профессор Калифорнийского университета в Беркли, исследователь Медицинского института Говарда Хьюза (с 2013). Макартуровский стипендиат (2005). Исследовательница хоанофлагеллят.
Выросла в Рино (Невада).
Окончила Индианский университет в Блумингтоне (бакалавр биологии, 1992). В Гарварде получила степени магистра (1996) — и доктора философии (1999) под началом Ричарда Лозика. С 2000 года являлась постдоком в лаборатории профессора Шона Кэрролла Висконсинского университета в Мадисоне. В 2003 году открыла свою лабораторию в Калифорнийском университете в Беркли, в котором ныне профессор.
В 2020 году читала Harvey Lecture.
Супруг — Tim Weitzel.